# Lista di asteroidi (800001-801000)
Di seguito una lista di asteroidi dal numero 800001  al 801000 con data di scoperta e scopritore.

## 800001–800100
| Nome   | Designazione provvisoria | Data di scoperta  | Scopritore          |
| ------ | ------------------------ | ----------------- | ------------------- |
| 800001 | 2013 YW88                | 28 dicembre 2013  | Spacewatch          |
| 800002 | 2013 YZ88                | 28 dicembre 2013  | Spacewatch          |
| 800003 | 2013 YS89                | 28 dicembre 2013  | Spacewatch          |
| 800004 | 2013 YW104               | 28 dicembre 2013  | Spacewatch          |
| 800005 | 2013 YQ114               | 7 gennaio 2006    | Mount Lemmon Survey |
| 800006 | 2013 YE119               | 30 dicembre 2013  | Pan-STARRS          |
| 800007 | 2013 YF125               | 30 dicembre 2013  | Mount Lemmon Survey |
| 800008 | 2013 YV126               | 16 gennaio 2009   | Mount Lemmon Survey |
| 800009 | 2013 YL130               | 31 dicembre 2013  | Mount Lemmon Survey |
| 800010 | 2013 YM130               | 31 dicembre 2013  | Mount Lemmon Survey |
| 800011 | 2013 YZ130               | 31 dicembre 2013  | Mount Lemmon Survey |
| 800012 | 2013 YY132               | 31 dicembre 2013  | Mount Lemmon Survey |
| 800013 | 2013 YE134               | 31 dicembre 2013  | Mount Lemmon Survey |
| 800014 | 2013 YW137               | 6 dicembre 2013   | Pan-STARRS          |
| 800015 | 2013 YV138               | 6 dicembre 2013   | Pan-STARRS          |
| 800016 | 2013 YZ139               | 26 agosto 2012    | Pan-STARRS          |
| 800017 | 2013 YC140               | 23 dicembre 2013  | Mount Lemmon Survey |
| 800018 | 2013 YV143               | 14 dicembre 2013  | Mount Lemmon Survey |
| 800019 | 2013 YS146               | 31 dicembre 2013  | Mount Lemmon Survey |
| 800020 | 2013 YE147               | 28 luglio 2011    | Pan-STARRS          |
| 800021 | 2013 YC153               | 31 dicembre 2013  | Spacewatch          |
| 800022 | 2013 YF153               | 26 ottobre 2009   | Mount Lemmon Survey |
| 800023 | 2013 YL155               | 24 dicembre 2013  | Mount Lemmon Survey |
| 800024 | 2013 YH156               | 31 dicembre 2013  | Mount Lemmon Survey |
| 800025 | 2013 YT158               | 14 novembre 2017  | Mount Lemmon Survey |
| 800026 | 2013 YM160               | 12 settembre 2007 | CSS                 |
| 800027 | 2013 YQ160               | 23 dicembre 2013  | Mount Lemmon Survey |
| 800028 | 2013 YW161               | 31 dicembre 2013  | Pan-STARRS          |
| 800029 | 2013 YA163               | 24 dicembre 2013  | Mount Lemmon Survey |
| 800030 | 2013 YF163               | 31 dicembre 2013  | Spacewatch          |
| 800031 | 2013 YC164               | 25 dicembre 2013  | Mount Lemmon Survey |
| 800032 | 2013 YN164               | 28 dicembre 2013  | Spacewatch          |
| 800033 | 2013 YO165               | 28 dicembre 2013  | Spacewatch          |
| 800034 | 2013 YY165               | 30 dicembre 2013  | Pan-STARRS          |
| 800035 | 2013 YS166               | 23 dicembre 2013  | Mount Lemmon Survey |
| 800036 | 2013 YH167               | 25 dicembre 2013  | Mount Lemmon Survey |
| 800037 | 2013 YV167               | 27 dicembre 2013  | Spacewatch          |
| 800038 | 2013 YP169               | 29 dicembre 2013  | Pan-STARRS          |
| 800039 | 2013 YC170               | 31 dicembre 2013  | Pan-STARRS          |
| 800040 | 2013 YS172               | 31 dicembre 2013  | Mount Lemmon Survey |
| 800041 | 2014 AV7                 | 1 gennaio 2009    | Mount Lemmon Survey |
| 800042 | 2014 AB10                | 17 ottobre 2012   | Mount Lemmon Survey |
| 800043 | 2014 AQ20                | 17 settembre 2009 | Spacewatch          |
| 800044 | 2014 AT22                | 11 marzo 2011     | Mount Lemmon Survey |
| 800045 | 2014 AB25                | 3 gennaio 2014    | Mount Lemmon Survey |
| 800046 | 2014 AZ27                | 5 ottobre 2002    | NEAT                |
| 800047 | 2014 AF31                | 4 gennaio 2014    | Mount Lemmon Survey |
| 800048 | 2014 AE34                | 2 gennaio 2014    | Mount Lemmon Survey |
| 800049 | 2014 AQ37                | 25 dicembre 2013  | Mount Lemmon Survey |
| 800050 | 2014 AW46                | 5 gennaio 2014    | Pan-STARRS          |
| 800051 | 2014 AV48                | 20 gennaio 2009   | Mount Lemmon Survey |
| 800052 | 2014 AL51                | 29 novembre 2013  | Mount Lemmon Survey |
| 800053 | 2014 AE53                | 4 gennaio 2014    | Mount Lemmon Survey |
| 800054 | 2014 AD54                | 9 gennaio 2014    | Pan-STARRS          |
| 800055 | 2014 AE54                | 9 gennaio 2014    | Pan-STARRS          |
| 800056 | 2014 AB55                | 2 gennaio 2014    | CSS                 |
| 800057 | 2014 AS58                | 1 gennaio 2014    | Pan-STARRS          |
| 800058 | 2014 AB63                | 9 gennaio 2014    | Pan-STARRS          |
| 800059 | 2014 AJ65                | 1 gennaio 2014    | Pan-STARRS          |
| 800060 | 2014 AL65                | 2 gennaio 2014    | Spacewatch          |
| 800061 | 2014 AF68                | 1 gennaio 2014    | Pan-STARRS          |
| 800062 | 2014 AG68                | 1 gennaio 2014    | Pan-STARRS          |
| 800063 | 2014 AW68                | 1 gennaio 2014    | Spacewatch          |
| 800064 | 2014 AH70                | 4 gennaio 2014    | Mount Lemmon Survey |
| 800065 | 2014 AV74                | 7 gennaio 2014    | Mount Lemmon Survey |
| 800066 | 2014 AZ75                | 9 gennaio 2014    | Spacewatch          |
| 800067 | 2014 AG76                | 9 gennaio 2014    | Pan-STARRS          |
| 800068 | 2014 AQ78                | 1 gennaio 2014    | Pan-STARRS          |
| 800069 | 2014 AX78                | 5 gennaio 2014    | Spacewatch          |
| 800070 | 2014 AJ80                | 7 gennaio 2014    | Pan-STARRS          |
| 800071 | 2014 AO80                | 1 gennaio 2014    | Pan-STARRS          |
| 800072 | 2014 AV80                | 10 gennaio 2014   | Spacewatch          |
| 800073 | 2014 BF2                 | 3 gennaio 2014    | Spacewatch          |
| 800074 | 2014 BU8                 | 21 gennaio 2014   | Pan-STARRS          |
| 800075 | 2014 BH9                 | 21 gennaio 2014   | Pan-STARRS          |
| 800076 | 2014 BX18                | 3 novembre 2007   | Spacewatch          |
| 800077 | 2014 BK22                | 23 gennaio 2014   | Mount Lemmon Survey |
| 800078 | 2014 BR25                | 28 dicembre 2013  | Spacewatch          |
| 800079 | 2014 BB28                | 21 gennaio 2014   | Mount Lemmon Survey |
| 800080 | 2014 BP31                | 11 dicembre 2013  | Mount Lemmon Survey |
| 800081 | 2014 BR31                | 28 dicembre 2013  | Spacewatch          |
| 800082 | 2014 BB41                | 21 settembre 2009 | Mount Lemmon Survey |
| 800083 | 2014 BA43                | 25 gennaio 2014   | Pan-STARRS          |
| 800084 | 2014 BO50                | 24 dicembre 2013  | Mount Lemmon Survey |
| 800085 | 2014 BL51                | 13 dicembre 2013  | Mount Lemmon Survey |
| 800086 | 2014 BZ51                | 24 gennaio 2014   | Pan-STARRS          |
| 800087 | 2014 BA53                | 31 dicembre 2013  | Spacewatch          |
| 800088 | 2014 BH54                | 3 febbraio 2009   | Spacewatch          |
| 800089 | 2014 BC57                | 9 gennaio 2014    | Mount Lemmon Survey |
| 800090 | 2014 BQ69                | 31 gennaio 2014   | Pan-STARRS          |
| 800091 | 2014 BT72                | 28 gennaio 2014   | Spacewatch          |
| 800092 | 2014 BJ73                | 23 gennaio 2014   | Mount Lemmon Survey |
| 800093 | 2014 BP75                | 29 gennaio 2014   | Spacewatch          |
| 800094 | 2014 BY75                | 26 gennaio 2014   | Pan-STARRS          |
| 800095 | 2014 BG77                | 21 gennaio 2014   | Mount Lemmon Survey |
| 800096 | 2014 BF79                | 29 gennaio 2014   | Spacewatch          |
| 800097 | 2014 BN79                | 25 gennaio 2014   | Pan-STARRS          |
| 800098 | 2014 BV79                | 25 gennaio 2014   | Pan-STARRS          |
| 800099 | 2014 BR80                | 26 gennaio 2014   | Pan-STARRS          |
| 800100 | 2014 BP81                | 28 gennaio 2014   | Mount Lemmon Survey |

## 800101–800200
| Nome   | Designazione provvisoria | Data di scoperta | Scopritore              |
| ------ | ------------------------ | ---------------- | ----------------------- |
| 800101 | 2014 BR84                | 25 gennaio 2014  | Pan-STARRS              |
| 800102 | 2014 BT84                | 25 gennaio 2014  | Pan-STARRS              |
| 800103 | 2014 BV85                | 24 gennaio 2014  | Pan-STARRS              |
| 800104 | 2014 BZ85                | 28 gennaio 2014  | Mount Lemmon Survey     |
| 800105 | 2014 BC90                | 24 gennaio 2014  | Pan-STARRS              |
| 800106 | 2014 BY90                | 23 gennaio 2014  | Spacewatch              |
| 800107 | 2014 BB91                | 31 gennaio 2014  | Pan-STARRS              |
| 800108 | 2014 BC92                | 25 gennaio 2014  | Pan-STARRS              |
| 800109 | 2014 BD92                | 21 gennaio 2014  | Mount Lemmon Survey     |
| 800110 | 2014 BQ92                | 24 gennaio 2014  | Pan-STARRS              |
| 800111 | 2014 BS94                | 24 gennaio 2014  | Pan-STARRS              |
| 800112 | 2014 CY1                 | 26 gennaio 2014  | Pan-STARRS              |
| 800113 | 2014 CB2                 | 4 febbraio 2014  | Bulgarian National Obs. |
| 800114 | 2014 CY5                 | 24 gennaio 2014  | Pan-STARRS              |
| 800115 | 2014 CU6                 | 10 gennaio 2014  | Spacewatch              |
| 800116 | 2014 CC10                | 28 gennaio 2014  | Mount Lemmon Survey     |
| 800117 | 2014 CZ11                | 28 gennaio 2014  | Spacewatch              |
| 800118 | 2014 CC14                | 10 febbraio 2014 | Pan-STARRS              |
| 800119 | 2014 CW18                | 9 febbraio 2014  | Pan-STARRS              |
| 800120 | 2014 CA24                | 9 febbraio 2014  | Spacewatch              |
| 800121 | 2014 CT26                | 28 marzo 2009    | Spacewatch              |
| 800122 | 2014 CP28                | 11 febbraio 2014 | Mount Lemmon Survey     |
| 800123 | 2014 CY29                | 6 febbraio 2014  | Mount Lemmon Survey     |
| 800124 | 2014 CW31                | 10 febbraio 2014 | Pan-STARRS              |
| 800125 | 2014 CZ31                | 11 febbraio 2014 | Mount Lemmon Survey     |
| 800126 | 2014 CH32                | 9 febbraio 2014  | Mount Lemmon Survey     |
| 800127 | 2014 CQ32                | 27 marzo 2003    | NEAT                    |
| 800128 | 2014 CU32                | 10 febbraio 2014 | Pan-STARRS              |
| 800129 | 2014 CY33                | 10 febbraio 2014 | Pan-STARRS              |
| 800130 | 2014 CX35                | 10 febbraio 2014 | Pan-STARRS              |
| 800131 | 2014 CA36                | 10 febbraio 2014 | Pan-STARRS              |
| 800132 | 2014 CS37                | 9 febbraio 2014  | Spacewatch              |
| 800133 | 2014 DD                  | 29 gennaio 2014  | CSS                     |
| 800134 | 2014 DJ2                 | 23 gennaio 2014  | CSS                     |
| 800135 | 2014 DG4                 | 19 febbraio 2014 | Mount Lemmon Survey     |
| 800136 | 2014 DA6                 | 1 aprile 2003    | CSS                     |
| 800137 | 2014 DK6                 | 18 novembre 2007 | Mount Lemmon Survey     |
| 800138 | 2014 DP8                 | 9 gennaio 2014   | Pan-STARRS              |
| 800139 | 2014 DO9                 | 23 febbraio 2007 | Spacewatch              |
| 800140 | 2014 DB10                | 19 giugno 2009   | Spacewatch              |
| 800141 | 2014 DZ10                | 28 gennaio 2014  | Mount Lemmon Survey     |
| 800142 | 2014 DW19                | 22 febbraio 2014 | Spacewatch              |
| 800143 | 2014 DB22                | 24 febbraio 2014 | Pan-STARRS              |
| 800144 | 2014 DK25                | 20 febbraio 2014 | Mount Lemmon Survey     |
| 800145 | 2014 DQ25                | 20 febbraio 2014 | Mount Lemmon Survey     |
| 800146 | 2014 DF26                | 20 aprile 2009   | Spacewatch              |
| 800147 | 2014 DN27                | 28 dicembre 2002 | Spacewatch              |
| 800148 | 2014 DD30                | 9 febbraio 2014  | Spacewatch              |
| 800149 | 2014 DR32                | 21 febbraio 2014 | Spacewatch              |
| 800150 | 2014 DP33                | 29 gennaio 2014  | Mount Lemmon Survey     |
| 800151 | 2014 DF34                | 22 febbraio 2014 | Spacewatch              |
| 800152 | 2014 DN34                | 23 gennaio 2014  | Mount Lemmon Survey     |
| 800153 | 2014 DJ36                | 8 gennaio 1999   | Spacewatch              |
| 800154 | 2014 DF44                | 26 febbraio 2014 | Mount Lemmon Survey     |
| 800155 | 2014 DC52                | 26 febbraio 2014 | Pan-STARRS              |
| 800156 | 2014 DV58                | 26 febbraio 2014 | Pan-STARRS              |
| 800157 | 2014 DW59                | 26 febbraio 2014 | Pan-STARRS              |
| 800158 | 2014 DX60                | 26 febbraio 2014 | Pan-STARRS              |
| 800159 | 2014 DT65                | 26 febbraio 2014 | Pan-STARRS              |
| 800160 | 2014 DS68                | 26 febbraio 2014 | Pan-STARRS              |
| 800161 | 2014 DH70                | 26 febbraio 2014 | Pan-STARRS              |
| 800162 | 2014 DG72                | 26 febbraio 2014 | Pan-STARRS              |
| 800163 | 2014 DJ75                | 4 dicembre 2012  | Mount Lemmon Survey     |
| 800164 | 2014 DZ75                | 26 febbraio 2014 | Pan-STARRS              |
| 800165 | 2014 DA76                | 26 febbraio 2014 | Pan-STARRS              |
| 800166 | 2014 DD76                | 26 febbraio 2014 | Spacewatch              |
| 800167 | 2014 DY83                | 25 febbraio 2014 | Spacewatch              |
| 800168 | 2014 DH84                | 25 febbraio 2014 | Spacewatch              |
| 800169 | 2014 DO87                | 26 febbraio 2014 | Mount Lemmon Survey     |
| 800170 | 2014 DU87                | 26 febbraio 2014 | Mount Lemmon Survey     |
| 800171 | 2014 DA88                | 28 gennaio 2014  | Spacewatch              |
| 800172 | 2014 DO90                | 26 febbraio 2014 | Pan-STARRS              |
| 800173 | 2014 DX90                | 22 ottobre 2012  | Pan-STARRS              |
| 800174 | 2014 DZ90                | 26 febbraio 2014 | Mount Lemmon Survey     |
| 800175 | 2014 DK92                | 26 febbraio 2014 | Pan-STARRS              |
| 800176 | 2014 DY97                | 27 febbraio 2014 | Mount Lemmon Survey     |
| 800177 | 2014 DH98                | 10 febbraio 2014 | Pan-STARRS              |
| 800178 | 2014 DY98                | 9 gennaio 2014   | Mount Lemmon Survey     |
| 800179 | 2014 DA103               | 5 settembre 2007 | LONEOS                  |
| 800180 | 2014 DP107               | 6 novembre 2005  | Spacewatch              |
| 800181 | 2014 DC110               | 10 aprile 2010   | Mount Lemmon Survey     |
| 800182 | 2014 DJ111               | 28 gennaio 2014  | Spacewatch              |
| 800183 | 2014 DQ113               | 29 gennaio 2014  | Spacewatch              |
| 800184 | 2014 DO114               | 26 febbraio 2014 | Mount Lemmon Survey     |
| 800185 | 2014 DH116               | 9 febbraio 2014  | Mount Lemmon Survey     |
| 800186 | 2014 DR126               | 28 febbraio 2014 | Pan-STARRS              |
| 800187 | 2014 DQ130               | 28 febbraio 2014 | Pan-STARRS              |
| 800188 | 2014 DY132               | 28 febbraio 2014 | Pan-STARRS              |
| 800189 | 2014 DF133               | 22 febbraio 2014 | Spacewatch              |
| 800190 | 2014 DT133               | 28 febbraio 2014 | Pan-STARRS              |
| 800191 | 2014 DX133               | 28 febbraio 2014 | Pan-STARRS              |
| 800192 | 2014 DF134               | 28 febbraio 2014 | Pan-STARRS              |
| 800193 | 2014 DU135               | 28 febbraio 2014 | Pan-STARRS              |
| 800194 | 2014 DD138               | 28 febbraio 2014 | Pan-STARRS              |
| 800195 | 2014 DZ138               | 28 febbraio 2014 | Pan-STARRS              |
| 800196 | 2014 DW144               | 27 febbraio 2014 | Spacewatch              |
| 800197 | 2014 DL145               | 28 febbraio 2014 | Pan-STARRS              |
| 800198 | 2014 DQ145               | 28 febbraio 2014 | Pan-STARRS              |
| 800199 | 2014 DP148               | 26 febbraio 2014 | Pan-STARRS              |
| 800200 | 2014 DJ152               | 26 febbraio 2014 | Pan-STARRS              |

## 800201–800300
| Nome   | Designazione provvisoria | Data di scoperta  | Scopritore                |
| ------ | ------------------------ | ----------------- | ------------------------- |
| 800201 | 2014 DS153               | 28 febbraio 2014  | Pan-STARRS                |
| 800202 | 2014 DY153               | 28 febbraio 2014  | Pan-STARRS                |
| 800203 | 2014 DP154               | 28 febbraio 2014  | Pan-STARRS                |
| 800204 | 2014 DT157               | 20 febbraio 2014  | Pan-STARRS                |
| 800205 | 2014 DW158               | 26 febbraio 2014  | Pan-STARRS                |
| 800206 | 2014 DK161               | 26 febbraio 2014  | Mount Lemmon Survey       |
| 800207 | 2014 DA162               | 22 febbraio 2014  | Mount Lemmon Survey       |
| 800208 | 2014 DO162               | 25 febbraio 2014  | Pan-STARRS                |
| 800209 | 2014 DT162               | 1 agosto 2016     | Pan-STARRS                |
| 800210 | 2014 DY162               | 26 febbraio 2014  | Pan-STARRS                |
| 800211 | 2014 DA165               | 28 febbraio 2014  | Pan-STARRS                |
| 800212 | 2014 DE165               | 28 febbraio 2014  | Pan-STARRS                |
| 800213 | 2014 DG166               | 26 febbraio 2014  | Mount Lemmon Survey       |
| 800214 | 2014 DX167               | 26 febbraio 2014  | Pan-STARRS                |
| 800215 | 2014 DY167               | 27 febbraio 2014  | Pan-STARRS                |
| 800216 | 2014 DF168               | 27 febbraio 2014  | Spacewatch                |
| 800217 | 2014 DK169               | 27 febbraio 2014  | Pan-STARRS                |
| 800218 | 2014 DS169               | 28 febbraio 2014  | Pan-STARRS                |
| 800219 | 2014 DX169               | 28 febbraio 2014  | Pan-STARRS                |
| 800220 | 2014 DF170               | 27 febbraio 2014  | Spacewatch                |
| 800221 | 2014 DS170               | 26 febbraio 2014  | Mount Lemmon Survey       |
| 800222 | 2014 DE171               | 28 febbraio 2014  | Pan-STARRS                |
| 800223 | 2014 DK171               | 28 febbraio 2014  | Pan-STARRS                |
| 800224 | 2014 DM171               | 27 febbraio 2014  | Mount Lemmon Survey       |
| 800225 | 2014 DS171               | 28 febbraio 2014  | Pan-STARRS                |
| 800226 | 2014 DX171               | 24 febbraio 2014  | Pan-STARRS                |
| 800227 | 2014 DY171               | 24 febbraio 2014  | Pan-STARRS                |
| 800228 | 2014 DA172               | 18 febbraio 2014  | Mount Lemmon Survey       |
| 800229 | 2014 DG172               | 26 febbraio 2014  | Mount Lemmon Survey       |
| 800230 | 2014 DT172               | 26 febbraio 2014  | Pan-STARRS                |
| 800231 | 2014 DW172               | 24 febbraio 2014  | Pan-STARRS                |
| 800232 | 2014 DY172               | 26 febbraio 2014  | Pan-STARRS                |
| 800233 | 2014 DB173               | 26 febbraio 2014  | Pan-STARRS                |
| 800234 | 2014 DE173               | 27 febbraio 2014  | Spacewatch                |
| 800235 | 2014 DJ173               | 24 febbraio 2014  | Pan-STARRS                |
| 800236 | 2014 DM173               | 26 febbraio 2014  | Pan-STARRS                |
| 800237 | 2014 DS173               | 27 febbraio 2014  | Spacewatch                |
| 800238 | 2014 DN174               | 28 febbraio 2014  | Pan-STARRS                |
| 800239 | 2014 DH176               | 27 febbraio 2014  | Pan-STARRS                |
| 800240 | 2014 DP176               | 26 febbraio 2014  | Mount Lemmon Survey       |
| 800241 | 2014 DK177               | 26 febbraio 2014  | Pan-STARRS                |
| 800242 | 2014 DO177               | 26 febbraio 2014  | Pan-STARRS                |
| 800243 | 2014 DR177               | 28 febbraio 2014  | Pan-STARRS                |
| 800244 | 2014 DT177               | 26 febbraio 2014  | Pan-STARRS                |
| 800245 | 2014 DK178               | 26 febbraio 2014  | Pan-STARRS                |
| 800246 | 2014 DM179               | 24 febbraio 2014  | Pan-STARRS                |
| 800247 | 2014 DV179               | 26 febbraio 2014  | Pan-STARRS                |
| 800248 | 2014 DN180               | 24 febbraio 2014  | Pan-STARRS                |
| 800249 | 2014 DP180               | 26 febbraio 2014  | Pan-STARRS                |
| 800250 | 2014 DU183               | 27 febbraio 2014  | Pan-STARRS                |
| 800251 | 2014 DF184               | 28 febbraio 2014  | Pan-STARRS                |
| 800252 | 2014 DJ184               | 26 febbraio 2014  | Mount Lemmon Survey       |
| 800253 | 2014 DF185               | 20 febbraio 2014  | Mount Lemmon Survey       |
| 800254 | 2014 DN186               | 26 febbraio 2014  | Pan-STARRS                |
| 800255 | 2014 DR186               | 28 febbraio 2014  | Pan-STARRS                |
| 800256 | 2014 DX186               | 22 febbraio 2014  | Spacewatch                |
| 800257 | 2014 DH187               | 28 febbraio 2014  | Pan-STARRS                |
| 800258 | 2014 DH188               | 28 febbraio 2014  | Pan-STARRS                |
| 800259 | 2014 DT188               | 28 febbraio 2014  | Pan-STARRS                |
| 800260 | 2014 DV189               | 26 febbraio 2014  | Pan-STARRS                |
| 800261 | 2014 DS191               | 28 febbraio 2014  | Pan-STARRS                |
| 800262 | 2014 DV191               | 28 febbraio 2014  | Pan-STARRS                |
| 800263 | 2014 DP193               | 27 febbraio 2014  | Mount Lemmon Survey       |
| 800264 | 2014 DW193               | 26 febbraio 2014  | Pan-STARRS                |
| 800265 | 2014 DN195               | 26 febbraio 2014  | Pan-STARRS                |
| 800266 | 2014 DJ196               | 22 febbraio 2014  | Spacewatch                |
| 800267 | 2014 DJ197               | 26 febbraio 2014  | Pan-STARRS                |
| 800268 | 2014 DP197               | 28 febbraio 2014  | Pan-STARRS                |
| 800269 | 2014 DT197               | 26 febbraio 2014  | Pan-STARRS                |
| 800270 | 2014 DS198               | 28 febbraio 2014  | Pan-STARRS                |
| 800271 | 2014 DT200               | 28 febbraio 2014  | Mount Lemmon Survey       |
| 800272 | 2014 DU200               | 28 febbraio 2014  | Pan-STARRS                |
| 800273 | 2014 DX200               | 24 febbraio 2014  | Pan-STARRS                |
| 800274 | 2014 DE201               | 26 febbraio 2014  | Pan-STARRS                |
| 800275 | 2014 DH201               | 28 febbraio 2014  | Pan-STARRS                |
| 800276 | 2014 DJ201               | 28 febbraio 2014  | Pan-STARRS                |
| 800277 | 2014 DN201               | 28 febbraio 2014  | Pan-STARRS                |
| 800278 | 2014 DW201               | 27 febbraio 2014  | Mount Lemmon Survey       |
| 800279 | 2014 DK202               | 7 luglio 2005     | Osservatorio di Mauna Kea |
| 800280 | 2014 DG207               | 28 settembre 2021 | Pan-STARRS 2              |
| 800281 | 2014 DQ211               | 26 febbraio 2014  | Pan-STARRS                |
| 800282 | 2014 DX211               | 27 febbraio 2014  | Mount Lemmon Survey       |
| 800283 | 2014 DC212               | 20 febbraio 2014  | Mount Lemmon Survey       |
| 800284 | 2014 DL212               | 26 febbraio 2014  | Pan-STARRS                |
| 800285 | 2014 EW2                 | 25 febbraio 2014  | Spacewatch                |
| 800286 | 2014 ES8                 | 6 marzo 2014      | Mount Lemmon Survey       |
| 800287 | 2014 EF10                | 22 febbraio 2014  | Spacewatch                |
| 800288 | 2014 EX10                | 1 ottobre 2005    | Mount Lemmon Survey       |
| 800289 | 2014 EA11                | 26 febbraio 2014  | Pan-STARRS                |
| 800290 | 2014 EO11                | 7 marzo 2014      | Mount Lemmon Survey       |
| 800291 | 2014 ET11                | 7 marzo 2014      | Mount Lemmon Survey       |
| 800292 | 2014 EW14                | 5 marzo 2014      | Pan-STARRS                |
| 800293 | 2014 EP17                | 23 novembre 2009  | Mount Lemmon Survey       |
| 800294 | 2014 EB19                | 10 marzo 2007     | Mount Lemmon Survey       |
| 800295 | 2014 EC23                | 8 marzo 2014      | Spacewatch                |
| 800296 | 2014 EG25                | 19 settembre 1998 | SDSS Collaboration        |
| 800297 | 2014 EF26                | 25 febbraio 2014  | Spacewatch                |
| 800298 | 2014 EN29                | 22 febbraio 2014  | Mount Lemmon Survey       |
| 800299 | 2014 EU34                | 8 marzo 2014      | Mount Lemmon Survey       |
| 800300 | 2014 EQ37                | 8 marzo 2014      | Mount Lemmon Survey       |

## 800301–800400
| Nome   | Designazione provvisoria | Data di scoperta  | Scopritore          |
| ------ | ------------------------ | ----------------- | ------------------- |
| 800301 | 2014 EM39                | 27 febbraio 2014  | Pan-STARRS          |
| 800302 | 2014 EN40                | 8 marzo 2014      | Mount Lemmon Survey |
| 800303 | 2014 EO43                | 18 febbraio 2008  | Mount Lemmon Survey |
| 800304 | 2014 EE47                | 10 marzo 2014     | Spacewatch          |
| 800305 | 2014 EZ52                | 2 agosto 2011     | Pan-STARRS          |
| 800306 | 2014 EJ56                | 15 giugno 2015    | Pan-STARRS          |
| 800307 | 2014 ES59                | 20 maggio 2015    | CTIO-DECam          |
| 800308 | 2014 EB61                | 7 luglio 2016     | Pan-STARRS          |
| 800309 | 2014 EG61                | 24 febbraio 2014  | Pan-STARRS          |
| 800310 | 2014 EU61                | 2 marzo 2014      | CTIO-DECam          |
| 800311 | 2014 ES68                | 11 aprile 2010    | Spacewatch          |
| 800312 | 2014 EU68                | 28 febbraio 2014  | Pan-STARRS          |
| 800313 | 2014 EP70                | 12 novembre 2012  | Mount Lemmon Survey |
| 800314 | 2014 EG72                | 18 aprile 2015    | CTIO-DECam          |
| 800315 | 2014 EH72                | 2 marzo 2014      | CTIO-DECam          |
| 800316 | 2014 EE78                | 11 luglio 2016    | Pan-STARRS          |
| 800317 | 2014 EF80                | 7 ottobre 2007    | Mount Lemmon Survey |
| 800318 | 2014 EL80                | 2 marzo 2014      | CTIO-DECam          |
| 800319 | 2014 EZ81                | 11 gennaio 2008   | Spacewatch          |
| 800320 | 2014 EZ85                | 3 dicembre 2012   | Mount Lemmon Survey |
| 800321 | 2014 EP87                | 26 agosto 2016    | Pan-STARRS          |
| 800322 | 2014 EF89                | 18 aprile 2015    | CTIO-DECam          |
| 800323 | 2014 EO93                | 7 novembre 2012   | Pan-STARRS          |
| 800324 | 2014 EO96                | 6 ottobre 2016    | Pan-STARRS          |
| 800325 | 2014 EJ98                | 13 novembre 2017  | Pan-STARRS          |
| 800326 | 2014 EK98                | 21 maggio 2015    | Pan-STARRS          |
| 800327 | 2014 EJ100               | 22 maggio 2015    | Pan-STARRS          |
| 800328 | 2014 EN106               | 2 marzo 2014      | CTIO-DECam          |
| 800329 | 2014 EO114               | 26 febbraio 2014  | Pan-STARRS          |
| 800330 | 2014 EG115               | 20 ottobre 2008   | Mount Lemmon Survey |
| 800331 | 2014 EG118               | 3 marzo 2014      | CTIO-DECam          |
| 800332 | 2014 EG119               | 18 aprile 2015    | CTIO-DECam          |
| 800333 | 2014 EJ121               | 28 febbraio 2014  | Pan-STARRS          |
| 800334 | 2014 EO121               | 20 maggio 2015    | CTIO-DECam          |
| 800335 | 2014 EK125               | 8 ottobre 2012    | Pan-STARRS          |
| 800336 | 2014 EA126               | 12 settembre 2016 | Pan-STARRS          |
| 800337 | 2014 EC127               | 11 gennaio 2008   | Spacewatch          |
| 800338 | 2014 EX127               | 22 ottobre 2017   | Mount Lemmon Survey |
| 800339 | 2014 EQ129               | 2 marzo 2014      | CTIO-DECam          |
| 800340 | 2014 ES134               | 28 febbraio 2014  | Pan-STARRS          |
| 800341 | 2014 ET136               | 28 febbraio 2014  | Pan-STARRS          |
| 800342 | 2014 EM137               | 15 ottobre 2017   | Mount Lemmon Survey |
| 800343 | 2014 EN138               | 3 marzo 2014      | CTIO-DECam          |
| 800344 | 2014 EP139               | 18 ottobre 2012   | Pan-STARRS          |
| 800345 | 2014 EZ139               | 3 marzo 2014      | CTIO-DECam          |
| 800346 | 2014 EP141               | 2 marzo 2014      | CTIO-DECam          |
| 800347 | 2014 ER142               | 2 settembre 2010  | Mount Lemmon Survey |
| 800348 | 2014 EL144               | 29 agosto 2016    | Mount Lemmon Survey |
| 800349 | 2014 EV145               | 22 ottobre 2012   | Mount Lemmon Survey |
| 800350 | 2014 EU147               | 28 febbraio 2014  | Pan-STARRS          |
| 800351 | 2014 EK148               | 19 aprile 2009    | Mount Lemmon Survey |
| 800352 | 2014 EE149               | 10 febbraio 2014  | Pan-STARRS          |
| 800353 | 2014 ET154               | 4 novembre 2012   | Mount Lemmon Survey |
| 800354 | 2014 EG156               | 2 aprile 2014     | Mount Lemmon Survey |
| 800355 | 2014 EN160               | 30 settembre 2017 | Pan-STARRS          |
| 800356 | 2014 EA162               | 27 ottobre 2017   | Mount Lemmon Survey |
| 800357 | 2014 EV163               | 3 marzo 2014      | CTIO-DECam          |
| 800358 | 2014 EB167               | 20 maggio 2015    | CTIO-DECam          |
| 800359 | 2014 EZ167               | 10 ottobre 2012   | Mount Lemmon Survey |
| 800360 | 2014 EB168               | 11 luglio 2016    | Pan-STARRS          |
| 800361 | 2014 EZ170               | 5 marzo 2014      | Pan-STARRS          |
| 800362 | 2014 EK174               | 8 agosto 2016     | Pan-STARRS          |
| 800363 | 2014 ES174               | 4 marzo 2014      | CTIO-DECam          |
| 800364 | 2014 EV175               | 2 settembre 2017  | Pan-STARRS          |
| 800365 | 2014 EE182               | 4 marzo 2014      | CTIO-DECam          |
| 800366 | 2014 ED183               | 24 agosto 2011    | PMO NEO             |
| 800367 | 2014 ET189               | 20 maggio 2015    | CTIO-DECam          |
| 800368 | 2014 EO196               | 28 febbraio 2014  | Pan-STARRS          |
| 800369 | 2014 EQ196               | 2 marzo 2014      | CTIO-DECam          |
| 800370 | 2014 EV196               | 1 agosto 2016     | Pan-STARRS          |
| 800371 | 2014 EV197               | 28 gennaio 2014   | Spacewatch          |
| 800372 | 2014 EV199               | 20 settembre 2011 | Pan-STARRS          |
| 800373 | 2014 EZ202               | 28 febbraio 2014  | Pan-STARRS          |
| 800374 | 2014 EV204               | 21 maggio 2015    | Pan-STARRS          |
| 800375 | 2014 EH205               | 17 aprile 2015    | CTIO-DECam          |
| 800376 | 2014 EH207               | 18 aprile 2015    | CTIO-DECam          |
| 800377 | 2014 EV208               | 23 settembre 2017 | Pan-STARRS          |
| 800378 | 2014 EW212               | 21 novembre 2017  | Pan-STARRS          |
| 800379 | 2014 EY218               | 26 febbraio 2014  | Pan-STARRS          |
| 800380 | 2014 EL220               | 3 marzo 2014      | CTIO-DECam          |
| 800381 | 2014 EC225               | 2 agosto 2016     | Pan-STARRS          |
| 800382 | 2014 EA227               | 23 aprile 2015    | Pan-STARRS          |
| 800383 | 2014 EE229               | 20 maggio 2015    | CTIO-DECam          |
| 800384 | 2014 EV229               | 25 aprile 2015    | Pan-STARRS          |
| 800385 | 2014 EC230               | 22 settembre 2011 | Spacewatch          |
| 800386 | 2014 EX237               | 3 marzo 2014      | CTIO-DECam          |
| 800387 | 2014 EE239               | 26 agosto 2016    | Pan-STARRS          |
| 800388 | 2014 EA242               | 8 agosto 2016     | Pan-STARRS          |
| 800389 | 2014 EF244               | 28 febbraio 2014  | Pan-STARRS          |
| 800390 | 2014 ED245               | 3 marzo 2014      | CTIO-DECam          |
| 800391 | 2014 ET247               | 28 febbraio 2014  | Pan-STARRS          |
| 800392 | 2014 EK248               | 6 novembre 2010   | Mount Lemmon Survey |
| 800393 | 2014 EE250               | 8 marzo 2014      | Mount Lemmon Survey |
| 800394 | 2014 EF251               | 12 marzo 2014     | Pan-STARRS          |
| 800395 | 2014 EV251               | 8 dicembre 2012   | Mount Lemmon Survey |
| 800396 | 2014 EW251               | 11 marzo 2014     | Mount Lemmon Survey |
| 800397 | 2014 EX252               | 11 marzo 2014     | Mount Lemmon Survey |
| 800398 | 2014 EB253               | 7 marzo 2014      | Mount Lemmon Survey |
| 800399 | 2014 EG253               | 12 marzo 2014     | Mount Lemmon Survey |
| 800400 | 2014 EO253               | 11 marzo 2014     | Mount Lemmon Survey |

## 800401–800500
| Nome   | Designazione provvisoria | Data di scoperta  | Scopritore                |
| ------ | ------------------------ | ----------------- | ------------------------- |
| 800401 | 2014 ER253               | 12 marzo 2014     | Mount Lemmon Survey       |
| 800402 | 2014 ED254               | 6 marzo 2014      | Mount Lemmon Survey       |
| 800403 | 2014 EM254               | 8 marzo 2014      | Mount Lemmon Survey       |
| 800404 | 2014 EP254               | 12 marzo 2014     | Mount Lemmon Survey       |
| 800405 | 2014 EQ255               | 10 marzo 2014     | Spacewatch                |
| 800406 | 2014 EN257               | 11 marzo 2014     | Mount Lemmon Survey       |
| 800407 | 2014 EX257               | 11 marzo 2014     | Mount Lemmon Survey       |
| 800408 | 2014 ER258               | 12 marzo 2014     | Mount Lemmon Survey       |
| 800409 | 2014 EO259               | 12 marzo 2014     | Mount Lemmon Survey       |
| 800410 | 2014 FS                  | 18 aprile 2006    | NEAT                      |
| 800411 | 2014 FA2                 | 20 marzo 2014     | Mount Lemmon Survey       |
| 800412 | 2014 FK2                 | 6 gennaio 2008    | Osservatorio di Mauna Kea |
| 800413 | 2014 FN2                 | 5 marzo 2014      | W. Bickel                 |
| 800414 | 2014 FY3                 | 12 marzo 2014     | Mount Lemmon Survey       |
| 800415 | 2014 FQ4                 | 20 marzo 2014     | Mount Lemmon Survey       |
| 800416 | 2014 FH5                 | 20 marzo 2014     | Mount Lemmon Survey       |
| 800417 | 2014 FZ7                 | 26 febbraio 2014  | Pan-STARRS                |
| 800418 | 2014 FG10                | 20 marzo 2014     | Mount Lemmon Survey       |
| 800419 | 2014 FS13                | 20 marzo 2014     | Mount Lemmon Survey       |
| 800420 | 2014 FV16                | 28 febbraio 2014  | Pan-STARRS                |
| 800421 | 2014 FX16                | 21 marzo 2009     | Spacewatch                |
| 800422 | 2014 FE17                | 25 agosto 2004    | Spacewatch                |
| 800423 | 2014 FB21                | 23 marzo 2014     | Spacewatch                |
| 800424 | 2014 FJ22                | 28 febbraio 2014  | Pan-STARRS                |
| 800425 | 2014 FB24                | 28 febbraio 2014  | Pan-STARRS                |
| 800426 | 2014 FC28                | 28 febbraio 2014  | Pan-STARRS                |
| 800427 | 2014 FX35                | 24 marzo 2014     | Pan-STARRS                |
| 800428 | 2014 FK37                | 26 marzo 2003     | Spacewatch                |
| 800429 | 2014 FA46                | 12 marzo 2014     | Mount Lemmon Survey       |
| 800430 | 2014 FO46                | 26 marzo 2014     | Mount Lemmon Survey       |
| 800431 | 2014 FQ46                | 8 ottobre 2004    | Spacewatch                |
| 800432 | 2014 FU55                | 26 febbraio 2014  | Pan-STARRS                |
| 800433 | 2014 FQ59                | 30 marzo 2014     | A. N. Heinze              |
| 800434 | 2014 FW60                | 10 marzo 2014     | Spacewatch                |
| 800435 | 2014 FN64                | 26 febbraio 2014  | Pan-STARRS                |
| 800436 | 2014 FN66                | 10 aprile 2014    | Pan-STARRS                |
| 800437 | 2014 FD72                | 28 gennaio 2015   | Pan-STARRS                |
| 800438 | 2014 FG77                | 2 maggio 2001     | NEAT                      |
| 800439 | 2014 FU77                | 11 gennaio 2008   | Spacewatch                |
| 800440 | 2014 FQ78                | 22 marzo 2014     | Mount Lemmon Survey       |
| 800441 | 2014 FH79                | 30 settembre 2017 | Pan-STARRS                |
| 800442 | 2014 FB80                | 17 marzo 2018     | Mount Lemmon Survey       |
| 800443 | 2014 FE81                | 5 luglio 2016     | Mount Lemmon Survey       |
| 800444 | 2014 FA82                | 24 marzo 2014     | Pan-STARRS                |
| 800445 | 2014 FD82                | 28 marzo 2014     | Mount Lemmon Survey       |
| 800446 | 2014 FG82                | 24 marzo 2014     | Pan-STARRS                |
| 800447 | 2014 FH82                | 26 marzo 2014     | Mount Lemmon Survey       |
| 800448 | 2014 FL82                | 25 marzo 2014     | Mount Lemmon Survey       |
| 800449 | 2014 FM82                | 31 marzo 2014     | Mount Lemmon Survey       |
| 800450 | 2014 FS82                | 23 marzo 2014     | Mount Lemmon Survey       |
| 800451 | 2014 FK83                | 24 marzo 2014     | Pan-STARRS                |
| 800452 | 2014 FS83                | 22 marzo 2014     | Mount Lemmon Survey       |
| 800453 | 2014 FA84                | 24 marzo 2014     | Pan-STARRS                |
| 800454 | 2014 FF84                | 28 marzo 2014     | Mount Lemmon Survey       |
| 800455 | 2014 FY84                | 31 marzo 2014     | Mount Lemmon Survey       |
| 800456 | 2014 FC85                | 29 marzo 2014     | Mount Lemmon Survey       |
| 800457 | 2014 FC86                | 27 marzo 2014     | I. Oteo, O. Vaduvescu     |
| 800458 | 2014 FG87                | 28 marzo 2014     | Mount Lemmon Survey       |
| 800459 | 2014 FR87                | 26 febbraio 2014  | Pan-STARRS                |
| 800460 | 2014 FV87                | 22 marzo 2014     | Mount Lemmon Survey       |
| 800461 | 2014 FS88                | 24 marzo 2014     | Pan-STARRS                |
| 800462 | 2014 FA90                | 28 marzo 2014     | Mount Lemmon Survey       |
| 800463 | 2014 FM90                | 17 dicembre 2018  | Pan-STARRS                |
| 800464 | 2014 FO92                | 21 novembre 2017  | Pan-STARRS                |
| 800465 | 2014 FW96                | 24 marzo 2014     | Pan-STARRS                |
| 800466 | 2014 GR2                 | 28 febbraio 2014  | Pan-STARRS                |
| 800467 | 2014 GW2                 | 1 aprile 2014     | Mount Lemmon Survey       |
| 800468 | 2014 GE5                 | 22 febbraio 2014  | Mount Lemmon Survey       |
| 800469 | 2014 GK5                 | 26 febbraio 2014  | Pan-STARRS                |
| 800470 | 2014 GE10                | 2 aprile 2014     | Mount Lemmon Survey       |
| 800471 | 2014 GP10                | 31 gennaio 2008   | Mount Lemmon Survey       |
| 800472 | 2014 GA11                | 26 febbraio 2014  | Pan-STARRS                |
| 800473 | 2014 GX12                | 2 aprile 2014     | Mount Lemmon Survey       |
| 800474 | 2014 GJ13                | 9 febbraio 2010   | Spacewatch                |
| 800475 | 2014 GJ16                | 2 aprile 2014     | Mount Lemmon Survey       |
| 800476 | 2014 GV19                | 4 aprile 2014     | Mount Lemmon Survey       |
| 800477 | 2014 GN21                | 29 settembre 2011 | Mount Lemmon Survey       |
| 800478 | 2014 GY26                | 12 marzo 2014     | Mount Lemmon Survey       |
| 800479 | 2014 GP29                | 26 settembre 2012 | Pan-STARRS                |
| 800480 | 2014 GG30                | 1 ottobre 2010    | Spacewatch                |
| 800481 | 2014 GT32                | 25 marzo 2014     | Spacewatch                |
| 800482 | 2014 GN33                | 5 aprile 2014     | Pan-STARRS                |
| 800483 | 2014 GU39                | 28 febbraio 2014  | Pan-STARRS                |
| 800484 | 2014 GS43                | 6 aprile 2014     | Mount Lemmon Survey       |
| 800485 | 2014 GY46                | 26 aprile 2003    | Spacewatch                |
| 800486 | 2014 GE52                | 9 aprile 2014     | Pan-STARRS                |
| 800487 | 2014 GG52                | 9 aprile 2014     | Pan-STARRS                |
| 800488 | 2014 GJ53                | 1 aprile 2014     | CSS                       |
| 800489 | 2014 GX55                | 31 marzo 2014     | Spacewatch                |
| 800490 | 2014 GB56                | 9 aprile 2014     | Spacewatch                |
| 800491 | 2014 GC56                | 10 aprile 2014    | Pan-STARRS                |
| 800492 | 2014 GG60                | 17 febbraio 2010  | Mount Lemmon Survey       |
| 800493 | 2014 GO60                | 4 aprile 2014     | Pan-STARRS                |
| 800494 | 2014 GB61                | 4 aprile 2014     | Pan-STARRS                |
| 800495 | 2014 GP63                | 5 aprile 2014     | Pan-STARRS                |
| 800496 | 2014 GY67                | 5 aprile 2014     | Pan-STARRS                |
| 800497 | 2014 GU69                | 25 luglio 2015    | Pan-STARRS                |
| 800498 | 2014 GA70                | 29 agosto 2016    | Mount Lemmon Survey       |
| 800499 | 2014 GN70                | 5 aprile 2014     | Pan-STARRS                |
| 800500 | 2014 GT70                | 26 marzo 2014     | Mount Lemmon Survey       |

## 800501–800600
| Nome   | Designazione provvisoria | Data di scoperta  | Scopritore          |
| ------ | ------------------------ | ----------------- | ------------------- |
| 800501 | 2014 GL71                | 10 aprile 2014    | Pan-STARRS          |
| 800502 | 2014 GU71                | 1 aprile 2014     | Mount Lemmon Survey |
| 800503 | 2014 GO72                | 5 aprile 2014     | Pan-STARRS          |
| 800504 | 2014 GB74                | 5 aprile 2014     | Pan-STARRS          |
| 800505 | 2014 GC77                | 4 aprile 2014     | Pan-STARRS          |
| 800506 | 2014 GG77                | 5 aprile 2014     | Pan-STARRS          |
| 800507 | 2014 GL77                | 5 aprile 2014     | Pan-STARRS          |
| 800508 | 2014 GV77                | 6 aprile 2014     | Mount Lemmon Survey |
| 800509 | 2014 GA78                | 8 aprile 2014     | Pan-STARRS          |
| 800510 | 2014 GB78                | 5 aprile 2014     | Pan-STARRS          |
| 800511 | 2014 GE78                | 2 aprile 2014     | Spacewatch          |
| 800512 | 2014 GF78                | 4 aprile 2014     | Pan-STARRS          |
| 800513 | 2014 GZ78                | 10 aprile 2014    | Pan-STARRS          |
| 800514 | 2014 GY79                | 5 aprile 2014     | Pan-STARRS          |
| 800515 | 2014 GA81                | 5 aprile 2014     | Pan-STARRS          |
| 800516 | 2014 GO82                | 4 aprile 2014     | Pan-STARRS          |
| 800517 | 2014 GK85                | 5 aprile 2014     | Pan-STARRS          |
| 800518 | 2014 GD86                | 5 aprile 2014     | Pan-STARRS          |
| 800519 | 2014 GU86                | 5 aprile 2014     | Pan-STARRS          |
| 800520 | 2014 GV87                | 1 aprile 2014     | Mount Lemmon Survey |
| 800521 | 2014 GM88                | 5 aprile 2014     | Pan-STARRS          |
| 800522 | 2014 GP88                | 5 aprile 2014     | Pan-STARRS          |
| 800523 | 2014 GW88                | 5 aprile 2014     | Pan-STARRS          |
| 800524 | 2014 GJ91                | 5 aprile 2014     | Pan-STARRS          |
| 800525 | 2014 GR91                | 10 aprile 2014    | Pan-STARRS          |
| 800526 | 2014 GC92                | 5 aprile 2014     | Pan-STARRS          |
| 800527 | 2014 GJ93                | 5 aprile 2014     | Pan-STARRS          |
| 800528 | 2014 GR98                | 5 aprile 2014     | Pan-STARRS          |
| 800529 | 2014 GT98                | 5 aprile 2014     | Pan-STARRS          |
| 800530 | 2014 GA99                | 5 aprile 2014     | Pan-STARRS          |
| 800531 | 2014 GC99                | 5 aprile 2014     | Pan-STARRS          |
| 800532 | 2014 GJ100               | 8 aprile 2014     | Mount Lemmon Survey |
| 800533 | 2014 GT103               | 9 aprile 2014     | Pan-STARRS          |
| 800534 | 2014 HS8                 | 25 marzo 2014     | Spacewatch          |
| 800535 | 2014 HC13                | 17 gennaio 2013   | Pan-STARRS          |
| 800536 | 2014 HQ14                | 22 marzo 2014     | Spacewatch          |
| 800537 | 2014 HO16                | 5 aprile 2014     | Pan-STARRS          |
| 800538 | 2014 HY16                | 26 marzo 2014     | Spacewatch          |
| 800539 | 2014 HU22                | 21 aprile 2014    | Mount Lemmon Survey |
| 800540 | 2014 HZ22                | 8 aprile 2014     | Pan-STARRS          |
| 800541 | 2014 HW26                | 4 aprile 2014     | Pan-STARRS          |
| 800542 | 2014 HB28                | 24 aprile 2014    | Pan-STARRS          |
| 800543 | 2014 HT32                | 27 marzo 2014     | Pan-STARRS          |
| 800544 | 2014 HC34                | 7 febbraio 2008   | Mount Lemmon Survey |
| 800545 | 2014 HJ34                | 6 aprile 2014     | Spacewatch          |
| 800546 | 2014 HD35                | 11 gennaio 2010   | Spacewatch          |
| 800547 | 2014 HN35                | 24 aprile 2014    | Mount Lemmon Survey |
| 800548 | 2014 HR39                | 24 aprile 2014    | Mount Lemmon Survey |
| 800549 | 2014 HZ40                | 24 aprile 2014    | Mount Lemmon Survey |
| 800550 | 2014 HG41                | 5 aprile 2014     | Pan-STARRS          |
| 800551 | 2014 HD42                | 23 aprile 2014    | Pan-STARRS          |
| 800552 | 2014 HE45                | 24 aprile 2014    | Pan-STARRS          |
| 800553 | 2014 HY45                | 5 aprile 2014     | Pan-STARRS          |
| 800554 | 2014 HN49                | 3 marzo 2008      | Mount Lemmon Survey |
| 800555 | 2014 HR50                | 5 aprile 2014     | Pan-STARRS          |
| 800556 | 2014 HM51                | 23 aprile 2014    | CTIO-DECam          |
| 800557 | 2014 HG52                | 23 aprile 2014    | CTIO-DECam          |
| 800558 | 2014 HQ52                | 2 aprile 2014     | Spacewatch          |
| 800559 | 2014 HT54                | 23 aprile 2014    | CTIO-DECam          |
| 800560 | 2014 HG55                | 4 novembre 2005   | Spacewatch          |
| 800561 | 2014 HJ58                | 2 aprile 2014     | Mount Lemmon Survey |
| 800562 | 2014 HK60                | 4 settembre 2010  | Mount Lemmon Survey |
| 800563 | 2014 HM62                | 23 aprile 2014    | CTIO-DECam          |
| 800564 | 2014 HE63                | 23 aprile 2014    | CTIO-DECam          |
| 800565 | 2014 HS66                | 23 aprile 2014    | CTIO-DECam          |
| 800566 | 2014 HY70                | 23 aprile 2014    | CTIO-DECam          |
| 800567 | 2014 HP71                | 31 gennaio 2006   | Spacewatch          |
| 800568 | 2014 HV71                | 5 aprile 2014     | Pan-STARRS          |
| 800569 | 2014 HZ71                | 4 ottobre 1999    | Spacewatch          |
| 800570 | 2014 HB76                | 23 aprile 2014    | CTIO-DECam          |
| 800571 | 2014 HM77                | 22 agosto 2003    | NEAT                |
| 800572 | 2014 HH80                | 20 aprile 2014    | Mount Lemmon Survey |
| 800573 | 2014 HR81                | 23 aprile 2014    | CTIO-DECam          |
| 800574 | 2014 HO82                | 23 aprile 2014    | CTIO-DECam          |
| 800575 | 2014 HR83                | 23 aprile 2014    | CTIO-DECam          |
| 800576 | 2014 HQ84                | 21 settembre 2011 | Spacewatch          |
| 800577 | 2014 HT84                | 4 aprile 2014     | Pan-STARRS          |
| 800578 | 2014 HD86                | 2 novembre 2010   | Mount Lemmon Survey |
| 800579 | 2014 HO87                | 23 aprile 2014    | CTIO-DECam          |
| 800580 | 2014 HL88                | 17 ottobre 2010   | Mount Lemmon Survey |
| 800581 | 2014 HE90                | 27 ottobre 2011   | Mount Lemmon Survey |
| 800582 | 2014 HN90                | 23 aprile 2014    | CTIO-DECam          |
| 800583 | 2014 HE91                | 23 aprile 2014    | CTIO-DECam          |
| 800584 | 2014 HU92                | 23 aprile 2014    | CTIO-DECam          |
| 800585 | 2014 HO97                | 23 aprile 2014    | CTIO-DECam          |
| 800586 | 2014 HT98                | 23 aprile 2014    | CTIO-DECam          |
| 800587 | 2014 HM102               | 5 aprile 2014     | Pan-STARRS          |
| 800588 | 2014 HU102               | 23 aprile 2014    | CTIO-DECam          |
| 800589 | 2014 HS105               | 23 aprile 2014    | CTIO-DECam          |
| 800590 | 2014 HD107               | 24 aprile 2014    | Mount Lemmon Survey |
| 800591 | 2014 HZ108               | 23 aprile 2014    | CTIO-DECam          |
| 800592 | 2014 HH109               | 3 gennaio 2013    | V. Newski           |
| 800593 | 2014 HL109               | 24 aprile 2014    | Mount Lemmon Survey |
| 800594 | 2014 HF110               | 23 aprile 2014    | CTIO-DECam          |
| 800595 | 2014 HK113               | 24 aprile 2014    | Mount Lemmon Survey |
| 800596 | 2014 HN114               | 23 aprile 2014    | CTIO-DECam          |
| 800597 | 2014 HD118               | 23 aprile 2014    | CTIO-DECam          |
| 800598 | 2014 HT119               | 23 aprile 2014    | CTIO-DECam          |
| 800599 | 2014 HD124               | 24 aprile 2014    | Pan-STARRS          |
| 800600 | 2014 HU128               | 29 marzo 2014     | Mount Lemmon Survey |

## 800601–800700
| Nome   | Designazione provvisoria | Data di scoperta | Scopritore              |
| ------ | ------------------------ | ---------------- | ----------------------- |
| 800601 | 2014 HU129               | 22 aprile 2014   | S. Mottola, S. Hellmich |
| 800602 | 2014 HV129               | 23 aprile 2014   | Mount Lemmon Survey     |
| 800603 | 2014 HU130               | 24 marzo 2014    | Pan-STARRS              |
| 800604 | 2014 HH131               | 18 giugno 2007   | Spacewatch              |
| 800605 | 2014 HO131               | 25 marzo 2014    | Mount Lemmon Survey     |
| 800606 | 2014 HE132               | 24 aprile 2014   | Mount Lemmon Survey     |
| 800607 | 2014 HP133               | 27 aprile 2008   | Mount Lemmon Survey     |
| 800608 | 2014 HG137               | 5 aprile 2014    | Pan-STARRS              |
| 800609 | 2014 HD146               | 24 marzo 2014    | Pan-STARRS              |
| 800610 | 2014 HQ146               | 28 febbraio 2014 | Pan-STARRS              |
| 800611 | 2014 HT150               | 23 aprile 2014   | CTIO-DECam              |
| 800612 | 2014 HH152               | 14 maggio 2009   | Mount Lemmon Survey     |
| 800613 | 2014 HC157               | 24 aprile 2014   | CTIO-DECam              |
| 800614 | 2014 HA162               | 28 marzo 2014    | Spacewatch              |
| 800615 | 2014 HY165               | 24 aprile 2006   | Spacewatch              |
| 800616 | 2014 HM166               | 28 febbraio 2014 | Pan-STARRS              |
| 800617 | 2014 HG172               | 29 aprile 2014   | Pan-STARRS              |
| 800618 | 2014 HH177               | 26 febbraio 2014 | Pan-STARRS              |
| 800619 | 2014 HV180               | 9 aprile 2014    | Spacewatch              |
| 800620 | 2014 HG190               | 30 aprile 2014   | Pan-STARRS              |
| 800621 | 2014 HE191               | 24 aprile 2014   | Pan-STARRS              |
| 800622 | 2014 HD201               | 24 aprile 2014   | Pan-STARRS              |
| 800623 | 2014 HJ201               | 5 settembre 2010 | Mount Lemmon Survey     |
| 800624 | 2014 HN201               | 29 aprile 2014   | Pan-STARRS              |
| 800625 | 2014 HQ201               | 30 aprile 2014   | Pan-STARRS              |
| 800626 | 2014 HK204               | 21 aprile 2014   | Mount Lemmon Survey     |
| 800627 | 2014 HE205               | 24 aprile 2014   | Pan-STARRS              |
| 800628 | 2014 HU205               | 4 aprile 2014    | Spacewatch              |
| 800629 | 2014 HK207               | 30 aprile 2014   | Pan-STARRS              |
| 800630 | 2014 HS207               | 30 aprile 2014   | Pan-STARRS              |
| 800631 | 2014 HA212               | 29 aprile 2014   | Pan-STARRS              |
| 800632 | 2014 HF212               | 21 aprile 2014   | Mount Lemmon Survey     |
| 800633 | 2014 HM213               | 7 agosto 2015    | Pan-STARRS              |
| 800634 | 2014 HL218               | 30 aprile 2014   | Pan-STARRS              |
| 800635 | 2014 HQ218               | 28 aprile 2014   | Pan-STARRS              |
| 800636 | 2014 HV218               | 30 aprile 2014   | Pan-STARRS              |
| 800637 | 2014 HW219               | 30 aprile 2014   | Pan-STARRS              |
| 800638 | 2014 HA220               | 29 aprile 2014   | Pan-STARRS              |
| 800639 | 2014 HB220               | 20 aprile 2014   | Mount Lemmon Survey     |
| 800640 | 2014 HV221               | 30 aprile 2014   | Pan-STARRS              |
| 800641 | 2014 HF222               | 30 aprile 2014   | Pan-STARRS              |
| 800642 | 2014 HO222               | 28 aprile 2014   | Mount Lemmon Survey     |
| 800643 | 2014 HS222               | 29 aprile 2014   | Pan-STARRS              |
| 800644 | 2014 HD223               | 29 aprile 2014   | Pan-STARRS              |
| 800645 | 2014 HJ223               | 23 aprile 2014   | Mount Lemmon Survey     |
| 800646 | 2014 HK223               | 30 aprile 2014   | Mount Lemmon Survey     |
| 800647 | 2014 HX223               | 20 aprile 2014   | Spacewatch              |
| 800648 | 2014 HY223               | 29 aprile 2014   | Pan-STARRS              |
| 800649 | 2014 HX224               | 24 aprile 2014   | Mount Lemmon Survey     |
| 800650 | 2014 HB225               | 29 aprile 2014   | Pan-STARRS              |
| 800651 | 2014 HP225               | 24 aprile 2014   | Mount Lemmon Survey     |
| 800652 | 2014 HV226               | 29 aprile 2014   | Pan-STARRS              |
| 800653 | 2014 HO227               | 24 aprile 2014   | Mount Lemmon Survey     |
| 800654 | 2014 HT229               | 29 aprile 2014   | Pan-STARRS              |
| 800655 | 2014 HC230               | 21 aprile 2014   | Spacewatch              |
| 800656 | 2014 HW230               | 24 aprile 2014   | Mount Lemmon Survey     |
| 800657 | 2014 HC231               | 24 aprile 2014   | Mount Lemmon Survey     |
| 800658 | 2014 HD231               | 20 aprile 2014   | Mount Lemmon Survey     |
| 800659 | 2014 HD234               | 24 aprile 2014   | Mount Lemmon Survey     |
| 800660 | 2014 HJ234               | 30 aprile 2014   | Mount Lemmon Survey     |
| 800661 | 2014 HL234               | 30 aprile 2014   | Pan-STARRS              |
| 800662 | 2014 HM234               | 24 aprile 2014   | Mount Lemmon Survey     |
| 800663 | 2014 HN234               | 24 aprile 2014   | Pan-STARRS              |
| 800664 | 2014 HZ235               | 23 aprile 2014   | Pan-STARRS              |
| 800665 | 2014 HS236               | 29 aprile 2014   | Pan-STARRS              |
| 800666 | 2014 HQ239               | 28 aprile 2014   | CTIO-DECam              |
| 800667 | 2014 HT239               | 28 aprile 2014   | CTIO-DECam              |
| 800668 | 2014 HA241               | 2 novembre 2011  | Mount Lemmon Survey     |
| 800669 | 2014 HK241               | 28 aprile 2014   | CTIO-DECam              |
| 800670 | 2014 HB243               | 25 ottobre 2016  | Pan-STARRS              |
| 800671 | 2014 HF243               | 29 aprile 2014   | CTIO-DECam              |
| 800672 | 2014 HR244               | 28 aprile 2014   | CTIO-DECam              |
| 800673 | 2014 HA246               | 17 novembre 2015 | M. Altmann, T. Prusti   |
| 800674 | 2014 HF247               | 23 aprile 2014   | Pan-STARRS              |
| 800675 | 2014 HR249               | 23 aprile 2014   | CTIO-DECam              |
| 800676 | 2014 HM253               | 23 aprile 2014   | CTIO-DECam              |
| 800677 | 2014 HZ256               | 23 aprile 2014   | CTIO-DECam              |
| 800678 | 2014 HQ261               | 28 aprile 2014   | CTIO-DECam              |
| 800679 | 2014 HM262               | 23 aprile 2014   | CTIO-DECam              |
| 800680 | 2014 HN265               | 28 aprile 2014   | CTIO-DECam              |
| 800681 | 2014 HM266               | 28 aprile 2014   | CTIO-DECam              |
| 800682 | 2014 HW271               | 21 aprile 2014   | Mount Lemmon Survey     |
| 800683 | 2014 HK274               | 30 aprile 2009   | Spacewatch              |
| 800684 | 2014 HW274               | 21 aprile 2014   | Mount Lemmon Survey     |
| 800685 | 2014 HY274               | 29 aprile 2014   | Pan-STARRS              |
| 800686 | 2014 HX283               | 23 aprile 2014   | CTIO-DECam              |
| 800687 | 2014 HU284               | 2 novembre 2011  | Mount Lemmon Survey     |
| 800688 | 2014 HZ288               | 13 agosto 2004   | Cerro Tololo Obs.       |
| 800689 | 2014 HQ293               | 30 aprile 2014   | Pan-STARRS              |
| 800690 | 2014 HP296               | 23 aprile 2014   | CTIO-DECam              |
| 800691 | 2014 HV296               | 28 aprile 2014   | CTIO-DECam              |
| 800692 | 2014 HQ301               | 28 aprile 2014   | CTIO-DECam              |
| 800693 | 2014 HV301               | 23 aprile 2014   | CTIO-DECam              |
| 800694 | 2014 HK302               | 23 aprile 2014   | CTIO-DECam              |
| 800695 | 2014 HV302               | 25 aprile 2014   | CTIO-DECam              |
| 800696 | 2014 HF303               | 28 aprile 2014   | CTIO-DECam              |
| 800697 | 2014 HN303               | 23 aprile 2014   | CTIO-DECam              |
| 800698 | 2014 HT303               | 23 aprile 2014   | CTIO-DECam              |
| 800699 | 2014 HQ304               | 29 aprile 2014   | Pan-STARRS              |
| 800700 | 2014 HV305               | 26 aprile 2014   | CTIO-DECam              |

## 800701–800800
| Nome   | Designazione provvisoria | Data di scoperta  | Scopritore          |
| ------ | ------------------------ | ----------------- | ------------------- |
| 800701 | 2014 HR307               | 23 aprile 2014    | CTIO-DECam          |
| 800702 | 2014 HA309               | 11 settembre 2016 | Mount Lemmon Survey |
| 800703 | 2014 HY309               | 24 aprile 2014    | CTIO-DECam          |
| 800704 | 2014 HD311               | 23 aprile 2014    | CTIO-DECam          |
| 800705 | 2014 HB312               | 23 settembre 2011 | Pan-STARRS          |
| 800706 | 2014 HL312               | 28 aprile 2014    | CTIO-DECam          |
| 800707 | 2014 HV314               | 23 aprile 2014    | CTIO-DECam          |
| 800708 | 2014 HU319               | 20 agosto 2015    | Spacewatch          |
| 800709 | 2014 HW319               | 4 ottobre 2016    | Mount Lemmon Survey |
| 800710 | 2014 HU327               | 22 ottobre 2011   | Mount Lemmon Survey |
| 800711 | 2014 HE328               | 23 aprile 2014    | CTIO-DECam          |
| 800712 | 2014 HM331               | 27 aprile 2014    | CTIO-DECam          |
| 800713 | 2014 HY337               | 28 aprile 2014    | CTIO-DECam          |
| 800714 | 2014 HL338               | 28 aprile 2014    | CTIO-DECam          |
| 800715 | 2014 HD345               | 23 aprile 2014    | CTIO-DECam          |
| 800716 | 2014 HG354               | 23 aprile 2014    | CTIO-DECam          |
| 800717 | 2014 HC356               | 23 aprile 2014    | CTIO-DECam          |
| 800718 | 2014 HG356               | 23 aprile 2014    | CTIO-DECam          |
| 800719 | 2014 HW357               | 30 aprile 2014    | Pan-STARRS          |
| 800720 | 2014 HN358               | 23 aprile 2014    | CTIO-DECam          |
| 800721 | 2014 HX361               | 21 aprile 2014    | Mount Lemmon Survey |
| 800722 | 2014 HN528               | 23 aprile 2014    | CTIO-DECam          |
| 800723 | 2014 HY528               | 25 aprile 2014    | CTIO-DECam          |
| 800724 | 2014 JT                  | 25 aprile 2014    | Mount Lemmon Survey |
| 800725 | 2014 JB1                 | 1 maggio 2014     | Mount Lemmon Survey |
| 800726 | 2014 JJ1                 | 5 aprile 2014     | Pan-STARRS          |
| 800727 | 2014 JK2                 | 8 settembre 2011  | Spacewatch          |
| 800728 | 2014 JY4                 | 1 maggio 2014     | Mount Lemmon Survey |
| 800729 | 2014 JL9                 | 3 maggio 2014     | Mount Lemmon Survey |
| 800730 | 2014 JW9                 | 3 maggio 2014     | Mount Lemmon Survey |
| 800731 | 2014 JT11                | 3 maggio 2014     | Mount Lemmon Survey |
| 800732 | 2014 JQ12                | 21 settembre 2011 | Pan-STARRS          |
| 800733 | 2014 JB16                | 24 aprile 2014    | Pan-STARRS          |
| 800734 | 2014 JG22                | 14 aprile 2008    | Mount Lemmon Survey |
| 800735 | 2014 JL29                | 28 aprile 2014    | Pan-STARRS          |
| 800736 | 2014 JF30                | 12 ottobre 2010   | Mount Lemmon Survey |
| 800737 | 2014 JX30                | 29 aprile 2014    | ESA OGS             |
| 800738 | 2014 JN32                | 3 maggio 2014     | Mount Lemmon Survey |
| 800739 | 2014 JD44                | 7 aprile 2014     | Spacewatch          |
| 800740 | 2014 JA47                | 6 maggio 2014     | Pan-STARRS          |
| 800741 | 2014 JW47                | 6 maggio 2014     | Pan-STARRS          |
| 800742 | 2014 JR50                | 20 aprile 2014    | Mount Lemmon Survey |
| 800743 | 2014 JP52                | 20 luglio 2004    | SSS                 |
| 800744 | 2014 JZ60                | 6 maggio 2014     | Mount Lemmon Survey |
| 800745 | 2014 JY61                | 28 aprile 2014    | Pan-STARRS          |
| 800746 | 2014 JD63                | 8 aprile 2014     | Pan-STARRS          |
| 800747 | 2014 JE65                | 3 maggio 2014     | Mount Lemmon Survey |
| 800748 | 2014 JH65                | 25 aprile 2003    | Spacewatch          |
| 800749 | 2014 JG66                | 6 novembre 2010   | Mount Lemmon Survey |
| 800750 | 2014 JH67                | 25 aprile 2014    | Mount Lemmon Survey |
| 800751 | 2014 JK71                | 8 maggio 2014     | Pan-STARRS          |
| 800752 | 2014 JL71                | 3 febbraio 2013   | Pan-STARRS          |
| 800753 | 2014 JC77                | 8 maggio 2014     | Pan-STARRS          |
| 800754 | 2014 JF77                | 9 maggio 2014     | Spacewatch          |
| 800755 | 2014 JM77                | 21 aprile 2014    | Spacewatch          |
| 800756 | 2014 JF81                | 10 maggio 2014    | Pan-STARRS          |
| 800757 | 2014 JA82                | 25 aprile 2014    | Mount Lemmon Survey |
| 800758 | 2014 JY82                | 6 maggio 2014     | Pan-STARRS          |
| 800759 | 2014 JD83                | 6 maggio 2014     | Pan-STARRS          |
| 800760 | 2014 JO83                | 9 maggio 2014     | Pan-STARRS          |
| 800761 | 2014 JR83                | 4 febbraio 2009   | Mount Lemmon Survey |
| 800762 | 2014 JO85                | 4 maggio 2014     | Mount Lemmon Survey |
| 800763 | 2014 JT86                | 8 maggio 2014     | Pan-STARRS          |
| 800764 | 2014 JW87                | 3 maggio 2014     | Spacewatch          |
| 800765 | 2014 JP89                | 14 ottobre 2010   | Mount Lemmon Survey |
| 800766 | 2014 JY90                | 9 maggio 2014     | Spacewatch          |
| 800767 | 2014 JG91                | 28 aprile 2014    | Pan-STARRS          |
| 800768 | 2014 JQ92                | 28 febbraio 2010  | Pan-STARRS          |
| 800769 | 2014 JL93                | 5 maggio 2014     | Mount Lemmon Survey |
| 800770 | 2014 JO94                | 6 maggio 2014     | Pan-STARRS          |
| 800771 | 2014 JX95                | 5 maggio 2014     | Spacewatch          |
| 800772 | 2014 JY96                | 7 maggio 2014     | Pan-STARRS          |
| 800773 | 2014 JN97                | 4 maggio 2014     | Pan-STARRS          |
| 800774 | 2014 JG98                | 4 settembre 2007  | Mount Lemmon Survey |
| 800775 | 2014 JA99                | 7 maggio 2014     | Pan-STARRS          |
| 800776 | 2014 JV99                | 7 maggio 2014     | Pan-STARRS          |
| 800777 | 2014 JB100               | 6 maggio 2014     | Mount Lemmon Survey |
| 800778 | 2014 JJ100               | 8 maggio 2014     | Pan-STARRS          |
| 800779 | 2014 JJ101               | 7 maggio 2014     | Pan-STARRS          |
| 800780 | 2014 JR101               | 7 maggio 2014     | Pan-STARRS          |
| 800781 | 2014 JK102               | 6 maggio 2014     | Pan-STARRS          |
| 800782 | 2014 JF103               | 8 maggio 2014     | Pan-STARRS          |
| 800783 | 2014 JL105               | 2 maggio 2014     | Mount Lemmon Survey |
| 800784 | 2014 JJ106               | 7 maggio 2014     | Pan-STARRS          |
| 800785 | 2014 JR106               | 2 maggio 2014     | Spacewatch          |
| 800786 | 2014 JT106               | 3 maggio 2014     | Mount Lemmon Survey |
| 800787 | 2014 JR107               | 3 maggio 2014     | Mount Lemmon Survey |
| 800788 | 2014 JZ107               | 7 maggio 2014     | Pan-STARRS          |
| 800789 | 2014 JY108               | 6 maggio 2014     | Pan-STARRS          |
| 800790 | 2014 JZ108               | 5 maggio 2014     | Pan-STARRS          |
| 800791 | 2014 JB109               | 2 maggio 2014     | Mount Lemmon Survey |
| 800792 | 2014 JV109               | 7 maggio 2014     | Pan-STARRS          |
| 800793 | 2014 JZ109               | 8 maggio 2014     | Pan-STARRS          |
| 800794 | 2014 JB110               | 8 maggio 2014     | Pan-STARRS          |
| 800795 | 2014 JS112               | 10 maggio 2014    | Pan-STARRS          |
| 800796 | 2014 JA113               | 8 maggio 2014     | Pan-STARRS          |
| 800797 | 2014 JE113               | 8 maggio 2014     | Pan-STARRS          |
| 800798 | 2014 JG114               | 7 maggio 2014     | Pan-STARRS          |
| 800799 | 2014 JJ117               | 4 maggio 2014     | Pan-STARRS          |
| 800800 | 2014 JV117               | 9 maggio 2014     | Pan-STARRS          |

## 800801–800900
| Nome   | Designazione provvisoria | Data di scoperta  | Scopritore          |
| ------ | ------------------------ | ----------------- | ------------------- |
| 800801 | 2014 JV118               | 7 maggio 2014     | Pan-STARRS          |
| 800802 | 2014 JX120               | 4 maggio 2014     | Mount Lemmon Survey |
| 800803 | 2014 JE122               | 6 maggio 2014     | Pan-STARRS          |
| 800804 | 2014 JC123               | 3 maggio 2014     | Mount Lemmon Survey |
| 800805 | 2014 JA124               | 7 maggio 2014     | Pan-STARRS          |
| 800806 | 2014 JG124               | 7 maggio 2014     | Pan-STARRS          |
| 800807 | 2014 JW125               | 4 maggio 2014     | Pan-STARRS          |
| 800808 | 2014 JY125               | 7 maggio 2014     | Pan-STARRS          |
| 800809 | 2014 JD126               | 2 maggio 2014     | Mount Lemmon Survey |
| 800810 | 2014 JQ127               | 2 maggio 2014     | Mount Lemmon Survey |
| 800811 | 2014 JS127               | 7 maggio 2014     | Pan-STARRS          |
| 800812 | 2014 JT127               | 7 maggio 2014     | Pan-STARRS          |
| 800813 | 2014 JZ127               | 6 maggio 2014     | Mount Lemmon Survey |
| 800814 | 2014 JC128               | 7 maggio 2014     | Pan-STARRS          |
| 800815 | 2014 JE128               | 4 maggio 2014     | Pan-STARRS          |
| 800816 | 2014 JK128               | 9 maggio 2014     | Pan-STARRS          |
| 800817 | 2014 JG129               | 8 maggio 2014     | Pan-STARRS          |
| 800818 | 2014 JQ130               | 9 maggio 2014     | Pan-STARRS          |
| 800819 | 2014 JT130               | 8 maggio 2014     | Pan-STARRS          |
| 800820 | 2014 JW130               | 2 maggio 2014     | Mount Lemmon Survey |
| 800821 | 2014 JW132               | 8 maggio 2014     | Pan-STARRS          |
| 800822 | 2014 JV134               | 6 maggio 2014     | Pan-STARRS          |
| 800823 | 2014 JY140               | 8 maggio 2014     | Pan-STARRS          |
| 800824 | 2014 JC145               | 7 maggio 2014     | Pan-STARRS          |
| 800825 | 2014 JD147               | 7 maggio 2014     | Pan-STARRS          |
| 800826 | 2014 JF147               | 8 maggio 2014     | Pan-STARRS          |
| 800827 | 2014 JT147               | 7 maggio 2014     | Pan-STARRS          |
| 800828 | 2014 JM153               | 8 maggio 2014     | Pan-STARRS          |
| 800829 | 2014 KX2                 | 30 aprile 2014    | Pan-STARRS          |
| 800830 | 2014 KQ7                 | 5 aprile 2014     | Pan-STARRS          |
| 800831 | 2014 KS9                 | 8 maggio 2014     | Pan-STARRS          |
| 800832 | 2014 KJ15                | 28 febbraio 2014  | Pan-STARRS          |
| 800833 | 2014 KX15                | 4 maggio 2014     | Mount Lemmon Survey |
| 800834 | 2014 KU18                | 28 ottobre 2010   | Mount Lemmon Survey |
| 800835 | 2014 KD24                | 5 aprile 2014     | Pan-STARRS          |
| 800836 | 2014 KA25                | 4 maggio 2014     | Pan-STARRS          |
| 800837 | 2014 KF28                | 28 marzo 2014     | Mount Lemmon Survey |
| 800838 | 2014 KV30                | 25 aprile 2014    | Mount Lemmon Survey |
| 800839 | 2014 KN31                | 4 maggio 2014     | Pan-STARRS          |
| 800840 | 2014 KK32                | 7 maggio 2014     | Pan-STARRS          |
| 800841 | 2014 KT32                | 10 settembre 2007 | Spacewatch          |
| 800842 | 2014 KO35                | 4 maggio 2014     | Mount Lemmon Survey |
| 800843 | 2014 KP36                | 26 marzo 2014     | Mount Lemmon Survey |
| 800844 | 2014 KL38                | 6 aprile 2014     | Mount Lemmon Survey |
| 800845 | 2014 KG40                | 21 maggio 2014    | Pan-STARRS          |
| 800846 | 2014 KR47                | 17 luglio 2004    | Cerro Tololo Obs.   |
| 800847 | 2014 KX47                | 2 maggio 2014     | Mount Lemmon Survey |
| 800848 | 2014 KC51                | 21 maggio 2014    | Pan-STARRS          |
| 800849 | 2014 KO51                | 22 aprile 2014    | Mount Lemmon Survey |
| 800850 | 2014 KH52                | 4 maggio 2014     | Mount Lemmon Survey |
| 800851 | 2014 KO52                | 7 maggio 2014     | Pan-STARRS          |
| 800852 | 2014 KG53                | 4 maggio 2014     | Mount Lemmon Survey |
| 800853 | 2014 KU54                | 7 maggio 2014     | Pan-STARRS          |
| 800854 | 2014 KF55                | 3 maggio 2014     | Mount Lemmon Survey |
| 800855 | 2014 KT55                | 24 maggio 2014    | Spacewatch          |
| 800856 | 2014 KK56                | 7 maggio 2014     | Pan-STARRS          |
| 800857 | 2014 KJ57                | 18 marzo 2010     | Spacewatch          |
| 800858 | 2014 KX60                | 24 maggio 2014    | Pan-STARRS          |
| 800859 | 2014 KP61                | 7 aprile 2008     | Spacewatch          |
| 800860 | 2014 KE63                | 17 febbraio 2013  | Mount Lemmon Survey |
| 800861 | 2014 KS63                | 21 maggio 2014    | Pan-STARRS          |
| 800862 | 2014 KK68                | 25 aprile 2008    | Spacewatch          |
| 800863 | 2014 KP68                | 4 maggio 2014     | Spacewatch          |
| 800864 | 2014 KW68                | 23 maggio 2014    | Pan-STARRS          |
| 800865 | 2014 KF70                | 7 maggio 2014     | Pan-STARRS          |
| 800866 | 2014 KK70                | 24 maggio 2014    | Mount Lemmon Survey |
| 800867 | 2014 KG77                | 7 maggio 2014     | Pan-STARRS          |
| 800868 | 2014 KJ81                | 21 maggio 2014    | Pan-STARRS          |
| 800869 | 2014 KV81                | 24 maggio 2006    | Spacewatch          |
| 800870 | 2014 KD82                | 28 maggio 2014    | Mount Lemmon Survey |
| 800871 | 2014 KW88                | 7 maggio 2014     | Pan-STARRS          |
| 800872 | 2014 KY88                | 9 maggio 2014     | Pan-STARRS          |
| 800873 | 2014 KZ88                | 21 maggio 2014    | Pan-STARRS          |
| 800874 | 2014 KU96                | 13 febbraio 2013  | Pan-STARRS          |
| 800875 | 2014 KN99                | 28 febbraio 2014  | Pan-STARRS          |
| 800876 | 2014 KY100               | 28 maggio 2014    | Pan-STARRS          |
| 800877 | 2014 KS103               | 26 maggio 2014    | Pan-STARRS          |
| 800878 | 2014 KD106               | 27 maggio 2014    | Pan-STARRS          |
| 800879 | 2014 KU106               | 2 novembre 2010   | Mount Lemmon Survey |
| 800880 | 2014 KB107               | 20 maggio 2014    | Pan-STARRS          |
| 800881 | 2014 KX108               | 9 febbraio 2013   | Pan-STARRS          |
| 800882 | 2014 KF110               | 23 maggio 2014    | Pan-STARRS          |
| 800883 | 2014 KW110               | 7 maggio 2014     | Pan-STARRS          |
| 800884 | 2014 KJ113               | 21 maggio 2014    | Pan-STARRS          |
| 800885 | 2014 KS113               | 7 ottobre 2016    | Pan-STARRS          |
| 800886 | 2014 KW113               | 27 maggio 2014    | Pan-STARRS          |
| 800887 | 2014 KX113               | 28 maggio 2014    | Pan-STARRS          |
| 800888 | 2014 KD115               | 23 maggio 2014    | Pan-STARRS          |
| 800889 | 2014 KA117               | 27 maggio 2014    | Pan-STARRS          |
| 800890 | 2014 KL117               | 23 maggio 2014    | Pan-STARRS          |
| 800891 | 2014 KA118               | 28 ottobre 2017   | Pan-STARRS          |
| 800892 | 2014 KJ118               | 26 maggio 2014    | Pan-STARRS          |
| 800893 | 2014 KJ123               | 23 maggio 2014    | Pan-STARRS          |
| 800894 | 2014 KV124               | 24 maggio 2014    | Pan-STARRS          |
| 800895 | 2014 KF125               | 27 maggio 2014    | Pan-STARRS          |
| 800896 | 2014 KX125               | 23 maggio 2014    | Pan-STARRS          |
| 800897 | 2014 KY125               | 24 maggio 2014    | Pan-STARRS          |
| 800898 | 2014 KA126               | 20 maggio 2014    | Pan-STARRS          |
| 800899 | 2014 KF126               | 23 maggio 2014    | Pan-STARRS          |
| 800900 | 2014 KH126               | 21 maggio 2014    | Pan-STARRS          |

## 800901–801000
| Nome   | Designazione provvisoria | Data di scoperta | Scopritore          |
| ------ | ------------------------ | ---------------- | ------------------- |
| 800901 | 2014 KK126               | 28 maggio 2014   | Pan-STARRS          |
| 800902 | 2014 KE127               | 21 maggio 2014   | Pan-STARRS          |
| 800903 | 2014 KJ127               | 28 maggio 2014   | Mount Lemmon Survey |
| 800904 | 2014 KK127               | 7 maggio 2014    | Pan-STARRS          |
| 800905 | 2014 KM127               | 23 maggio 2014   | Pan-STARRS          |
| 800906 | 2014 KN127               | 28 maggio 2014   | Pan-STARRS          |
| 800907 | 2014 KF128               | 21 maggio 2014   | Pan-STARRS          |
| 800908 | 2014 KK128               | 25 maggio 2014   | Pan-STARRS          |
| 800909 | 2014 KJ129               | 27 maggio 2014   | Pan-STARRS          |
| 800910 | 2014 KP129               | 7 maggio 2014    | Pan-STARRS          |
| 800911 | 2014 KN130               | 21 maggio 2014   | Pan-STARRS          |
| 800912 | 2014 KF134               | 23 maggio 2014   | Pan-STARRS          |
| 800913 | 2014 KN136               | 24 maggio 2014   | Pan-STARRS          |
| 800914 | 2014 KR136               | 28 maggio 2014   | Pan-STARRS          |
| 800915 | 2014 KJ137               | 23 maggio 2014   | Pan-STARRS          |
| 800916 | 2014 KL139               | 2 maggio 2014    | Mount Lemmon Survey |
| 800917 | 2014 KC140               | 23 maggio 2014   | Pan-STARRS          |
| 800918 | 2014 KD140               | 21 maggio 2014   | Pan-STARRS          |
| 800919 | 2014 KG140               | 23 maggio 2014   | Pan-STARRS          |
| 800920 | 2014 KH140               | 7 maggio 2014    | Pan-STARRS          |
| 800921 | 2014 KV140               | 23 maggio 2014   | Pan-STARRS          |
| 800922 | 2014 KB141               | 22 maggio 2014   | Mount Lemmon Survey |
| 800923 | 2014 KG141               | 24 maggio 2014   | Pan-STARRS          |
| 800924 | 2014 KR141               | 23 maggio 2014   | Pan-STARRS          |
| 800925 | 2014 KS141               | 23 maggio 2014   | Pan-STARRS          |
| 800926 | 2014 KD142               | 20 maggio 2014   | Pan-STARRS          |
| 800927 | 2014 KZ142               | 21 maggio 2014   | Pan-STARRS          |
| 800928 | 2014 KR143               | 23 maggio 2014   | Pan-STARRS          |
| 800929 | 2014 KZ143               | 28 maggio 2014   | Pan-STARRS          |
| 800930 | 2014 KE144               | 22 maggio 2014   | Pan-STARRS          |
| 800931 | 2014 KQ146               | 23 aprile 2014   | CTIO-DECam          |
| 800932 | 2014 KT147               | 30 maggio 2014   | Pan-STARRS          |
| 800933 | 2014 KE148               | 23 maggio 2014   | Pan-STARRS          |
| 800934 | 2014 KG157               | 23 maggio 2014   | Pan-STARRS          |
| 800935 | 2014 KJ157               | 21 maggio 2014   | Pan-STARRS          |
| 800936 | 2014 KX157               | 23 maggio 2014   | Pan-STARRS          |
| 800937 | 2014 KS158               | 27 maggio 2014   | Pan-STARRS          |
| 800938 | 2014 KP162               | 23 maggio 2014   | Pan-STARRS          |
| 800939 | 2014 KW164               | 26 maggio 2014   | Pan-STARRS          |
| 800940 | 2014 LA3                 | 2 giugno 2014    | Mount Lemmon Survey |
| 800941 | 2014 LM4                 | 25 aprile 2014   | Spacewatch          |
| 800942 | 2014 LT7                 | 12 dicembre 2012 | Spacewatch          |
| 800943 | 2014 LE14                | 22 maggio 2014   | Mount Lemmon Survey |
| 800944 | 2014 LW19                | 7 maggio 2014    | Pan-STARRS          |
| 800945 | 2014 LW20                | 8 luglio 2010    | WISE                |
| 800946 | 2014 LX23                | 1 aprile 2008    | Mount Lemmon Survey |
| 800947 | 2014 LS29                | 6 giugno 2014    | Pan-STARRS          |
| 800948 | 2014 LJ33                | 6 giugno 2014    | Mount Lemmon Survey |
| 800949 | 2014 LU35                | 3 giugno 2014    | Pan-STARRS          |
| 800950 | 2014 LN38                | 4 giugno 2014    | Pan-STARRS          |
| 800951 | 2014 LO38                | 4 giugno 2014    | Mount Lemmon Survey |
| 800952 | 2014 LR39                | 7 maggio 2014    | Pan-STARRS          |
| 800953 | 2014 LU39                | 4 giugno 2014    | Pan-STARRS          |
| 800954 | 2014 LJ40                | 2 giugno 2014    | Pan-STARRS          |
| 800955 | 2014 LY40                | 21 agosto 2015   | Pan-STARRS          |
| 800956 | 2014 LF41                | 4 giugno 2014    | Pan-STARRS          |
| 800957 | 2014 MU1                 | 25 maggio 2014   | Pan-STARRS          |
| 800958 | 2014 MV1                 | 12 maggio 2014   | Mount Lemmon Survey |
| 800959 | 2014 MH10                | 26 maggio 2014   | Pan-STARRS          |
| 800960 | 2014 MN10                | 19 maggio 2014   | Pan-STARRS          |
| 800961 | 2014 ML11                | 2 giugno 2014    | Pan-STARRS          |
| 800962 | 2014 MM28                | 22 aprile 2014   | Mount Lemmon Survey |
| 800963 | 2014 MP28                | 26 maggio 2014   | Pan-STARRS          |
| 800964 | 2014 MC32                | 7 maggio 2014    | Pan-STARRS          |
| 800965 | 2014 MV35                | 28 maggio 2014   | Pan-STARRS          |
| 800966 | 2014 MY38                | 31 maggio 2009   | Mount Lemmon Survey |
| 800967 | 2014 MC43                | 28 aprile 2014   | Pan-STARRS          |
| 800968 | 2014 MY46                | 31 maggio 2014   | Pan-STARRS          |
| 800969 | 2014 MT47                | 7 maggio 2014    | Pan-STARRS          |
| 800970 | 2014 MU54                | 15 febbraio 2013 | Pan-STARRS          |
| 800971 | 2014 MN56                | 27 giugno 2014   | Pan-STARRS          |
| 800972 | 2014 MZ64                | 27 giugno 2014   | Pan-STARRS          |
| 800973 | 2014 MK68                | 14 agosto 2006   | NEAT                |
| 800974 | 2014 MG70                | 21 agosto 2012   | Pan-STARRS          |
| 800975 | 2014 MA76                | 27 giugno 2014   | Pan-STARRS          |
| 800976 | 2014 MZ76                | 28 giugno 2014   | Pan-STARRS          |
| 800977 | 2014 MW77                | 20 gennaio 2013  | Mount Lemmon Survey |
| 800978 | 2014 ME79                | 28 giugno 2014   | Pan-STARRS          |
| 800979 | 2014 MJ79                | 24 giugno 2014   | Pan-STARRS          |
| 800980 | 2014 MT84                | 4 gennaio 2016   | Pan-STARRS          |
| 800981 | 2014 MD85                | 28 giugno 2014   | Pan-STARRS          |
| 800982 | 2014 MS92                | 27 giugno 2014   | Pan-STARRS          |
| 800983 | 2014 MX92                | 29 giugno 2014   | Pan-STARRS          |
| 800984 | 2014 MN95                | 24 giugno 2014   | Spacewatch          |
| 800985 | 2014 MO95                | 21 giugno 2014   | Pan-STARRS          |
| 800986 | 2014 MR95                | 25 giugno 2014   | Mount Lemmon Survey |
| 800987 | 2014 MU97                | 27 giugno 2014   | Pan-STARRS          |
| 800988 | 2014 MC100               | 22 febbraio 2009 | Spacewatch          |
| 800989 | 2014 MP100               | 21 giugno 2014   | Mount Lemmon Survey |
| 800990 | 2014 MV100               | 24 novembre 2011 | Pan-STARRS          |
| 800991 | 2014 ME101               | 24 giugno 2014   | Pan-STARRS          |
| 800992 | 2014 MR101               | 28 giugno 2014   | Pan-STARRS          |
| 800993 | 2014 MZ102               | 30 giugno 2014   | Pan-STARRS          |
| 800994 | 2014 ME104               | 30 giugno 2014   | Pan-STARRS          |
| 800995 | 2014 NN1                 | 5 giugno 2014    | Pan-STARRS          |
| 800996 | 2014 NM19                | 2 luglio 2014    | Mount Lemmon Survey |
| 800997 | 2014 NN21                | 31 maggio 2014   | Pan-STARRS          |
| 800998 | 2014 NS31                | 2 luglio 2014    | Pan-STARRS          |
| 800999 | 2014 NA45                | 3 luglio 2014    | Pan-STARRS          |
| 801000 | 2014 NP50                | 26 gennaio 2012  | Pan-STARRS          |